# Misol-Ha
Misol-Ha est une chute d'eau située au Chiapas, dans le sud du Mexique. Le nom Misol-Ha vient du ch'ol, une langue maya, et signifie « chute d'eau ». La cascade est située dans la municipalité de Salto de Agua, à 20 km de Palenque sur la route vers San Cristóbal de Las Casas.
La cascade consiste en une unique chute d'environ 35 m de hauteur. Le bassin situé en contrebas permet la baignade, pratiquée avec précaution. Une galerie permet de passer derrière la cascade. Le lieu est touristique et se trouve dans la région des sites archéologiques de Palenque et de Toniná, ainsi que des cascades de Agua Azul.

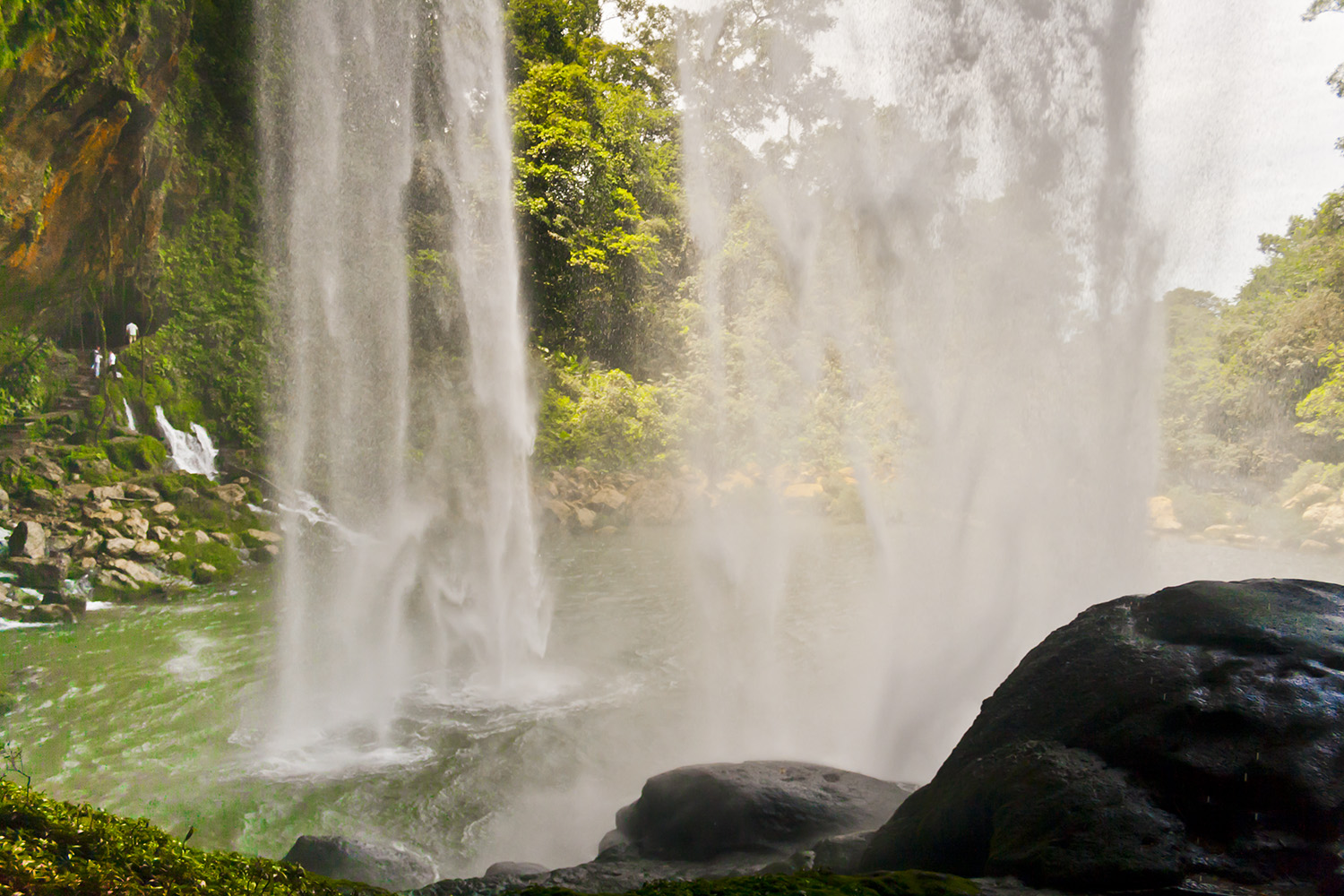
La chute d'eau vue de derrière.

## Dans la culture
Une partie du film américain Predator (1987) a été tournée à Misol-Ha.
Un groupe de 6 athlètes français qui pratiquent le Cliff Diving font un film autour d'un projet  sauter la cascade Misol-Ha. (2025)